# Exetastes notatus
Exetastes notatus là một loài tò vò trong họ Ichneumonidae.